# بیک-کارمالی
بیک-کارمالی (انگلیسی: Bik-Karmaly) یک شهرک در شهرستان داولکانوفسکی در استان باشقیرستان کشور روسیه است.